# Schulbrüder von Ploërmel
Die Schulbrüder von Ploërmel (lat.: Institutum Fratrum Instructionis Christianae de Ploërmel, Ordenskürzel: FICP) sind eine Ordensgemeinschaft von „Schulbrüdern“ in der römisch-katholischen Kirche. Die Bruderschaft wurde 1819  in Nordfrankreich gegründet, ihr Arbeitsschwerpunkt ist die christliche Erziehung. Das erste Mutterhaus wurde in Ploërmel errichtet, woraus sich dann auch der allgemein gültige Name „Schulbrüder von Ploërmel“ ableitete.

## Geschichte
Am 16. Juni 1819 gründeten der Pfarrer Gabriel Deshayes (1767–1841) und der Generalvikar Jean-Marie de La Mennais (1780–1869) vom Bistum Vannes in der nordfranzösischen Stadt Auray eine Bruderschaft zur christlichen Unterrichtung von jungen Menschen. Sie widmeten sich in Frankreich der Organisation und Förderung der Bildung für Jugendliche, deren Herkunft aus der so genannten Arbeiterklasse bestand.
Die Gründung des Instituts hatte zunächst primär den Grund die Tradition der christlichen Schulen in Frankreich, die 1679 durch Jean Baptiste de La Salle (1651–1719) gegründet wurden und zu deren Zweck er die Brüder der christlichen Schulen ins Leben gerufen hatte, fortzusetzen. Die ersten Novizen der Schulbrüder genossen deshalb auch ihre Ausbildung bei den Brüdern der christlichen Schulen.
Die Kongregation wurde am 7. Januar 1851 vom Heiligen Stuhl anerkannt und am 13. März 1891 von Papst Leo XIII. approbiert. Die endgültigen Ordensregeln wurden 1910 durch Papst Pius X. genehmigt, hiernach legen die Mitglieder das feierliche Gelübde zur Armut, Keuschheit und zum Gehorsam ab.

## Ausbreitung
Schon bald breiteten sich die Schulbrüder, deren Mutterhaus 1824 in Ploërmel errichtet worden war, weltweit aus. Sie gründeten Niederlassungen in den französischen Kolonien in der Karibik, darunter Martinique (1839), Bulgarien, der Türkei, Ägypten, Spanien, England, Kanada (1886) und den USA (1887). Infolge der französischen Gesetze zur Trennung von Kirche und Staat erfolgte im Juli 1902 die Schließung von ca. 3000 nicht staatlich genehmigten kirchlichen Schulen. Das Mutterhaus verlegte seinen Sitz von Ploërmel nach Taunton in England. 1903 zählte die Gemeinschaft 3000 Mitglieder mit 420 Bildungseinrichtungen, an den ca. 75 000 Schüler und Studenten unterrichtet wurden.

## Organisation
2005 zählten die Schulbrüder ca. 1000 Mitglieder, sie sind in 25 Ländern tätig und unterhalten 154 Bildungsinstitute. Diese Einrichtungen bestehen aus Schulen, Berufsschulen, Fachschulen und Hochschulen. Einer der bekanntesten Bildungseinrichtungen wurde 1960 mit der Walsh University in North Canton (Ohio, USA) gegründet.
Die Kongregation ist in folgende Ordensprovinzen untergliedert:
- Provinz Saint Louis de Gonzague auf Haiti
- Provinz Saint Jean-Baptiste für England, Frankreich und Italien
- Vize-Provinz Saint Pierre Chanel auf Tahiti und den Marquesas-Inseln und
- Provinz Jean de la Mennais in Kanada
- Provinz de Nuestra Señora Del Pilar für Spanien, Chile und Bolivien
- Provinz de la Immaculada Concepción für Argentinien und Uruguay
- Provinz St. Teresa für Uganda

Der Generalsuperior hat seinen Sitz in Rom, ihm zur Seite stehen drei Assistenten. Dieser Generalrat arbeitet und tagt im Generalhaus, zurzeit ist Pater Yannick Houssay, der 2006 José Antonio Obeso Vega nachfolgte, der Ordensoberer.